# (9925) 1981 EU24
(9925) 1981 EU24 là một tiểu hành tinh vành đai chính. Nó quay quanh Mặt Trời mỗi 4.70 năm.
Được phát hiện ngày 2 tháng 3 năm 1981 bởi Schelte Bus ở Đài thiên văn Siding Spring, tên chỉ định của nó là "1981 EU24".